# Zaho de Sagazan

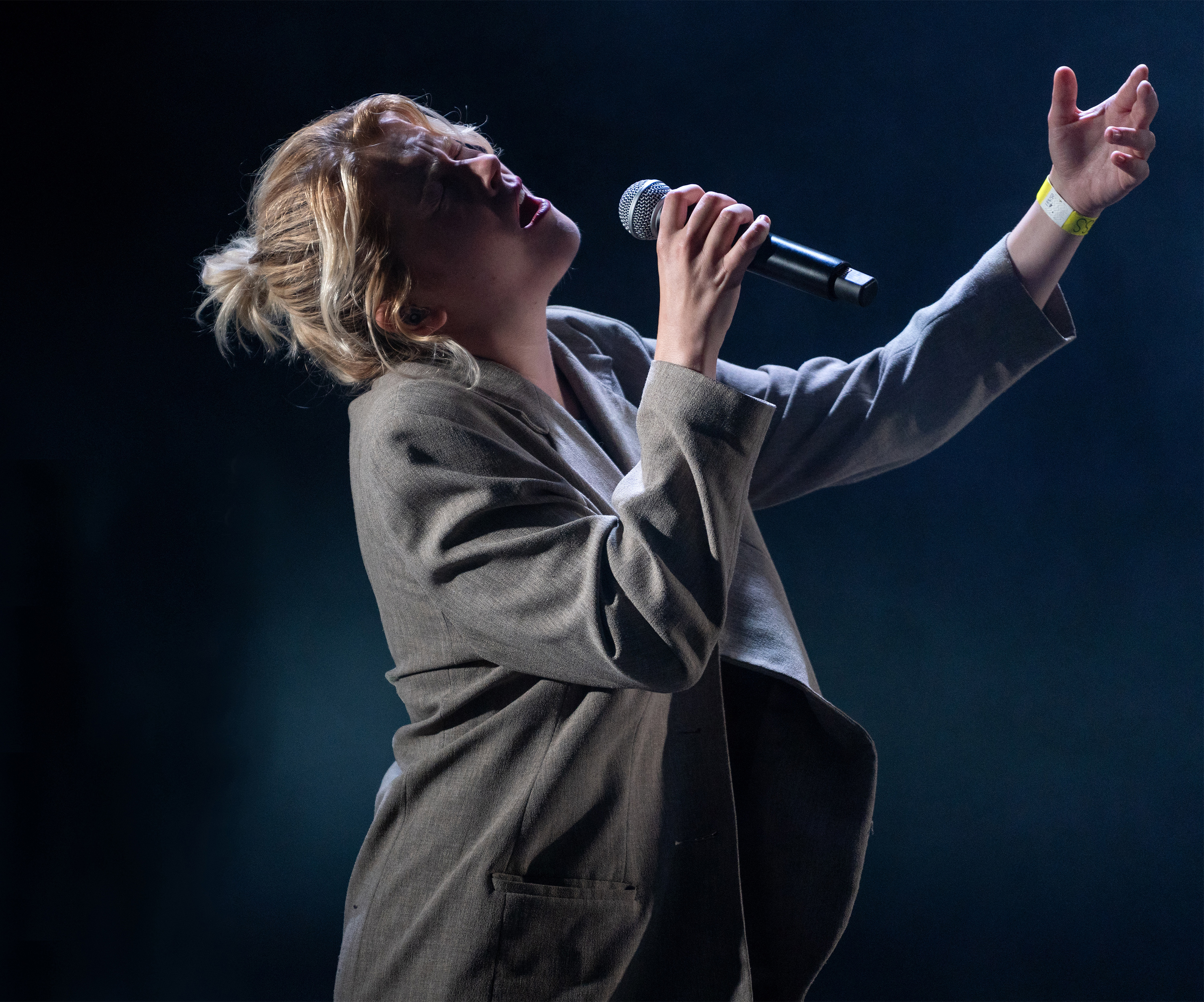
Zaho de Sagazan, 2023

Zaho Mélusine Le Moniès de Sagazan, född 28 december 1999 i Saint-Nazaire i Frankrike, är en fransk låtskrivare och sångerska.
Zaho de Sagazan utgav i mars 2023 debutalbumet La Symphonie des éclairs och nominerades 2024 till det franska musikpriset Victoire de la musique i fem kategorier, varav hon fick pris i fyra. 
Hon växte upp i Saint-Nazaire med en tvillingsyster och tre äldre systrar som dotter till målaren, skulptören och performancekonstnären Olivier de Sagazan och läraren Gaëlle Le Rouge de Rusunan.
Zaho de Sagazan utbildade sig i företagsekonomi i Nantes och arbetade ett år i ett sjukhem innan hon påbörjade en yrkesbana som sångerska.
I maj 2024, uppträdde hon vid öppningen av Filmfestivalen i Cannes och i augusti 2024 i avslutningsceremonin vid olympiska sommarspelen 2024 i Paris, där hon sjöng Sous le ciel de Paris, som populariserades av Édith Piaf under 1950-talet.